# CSX Transportation

A CSX Transportation vasúthálózata

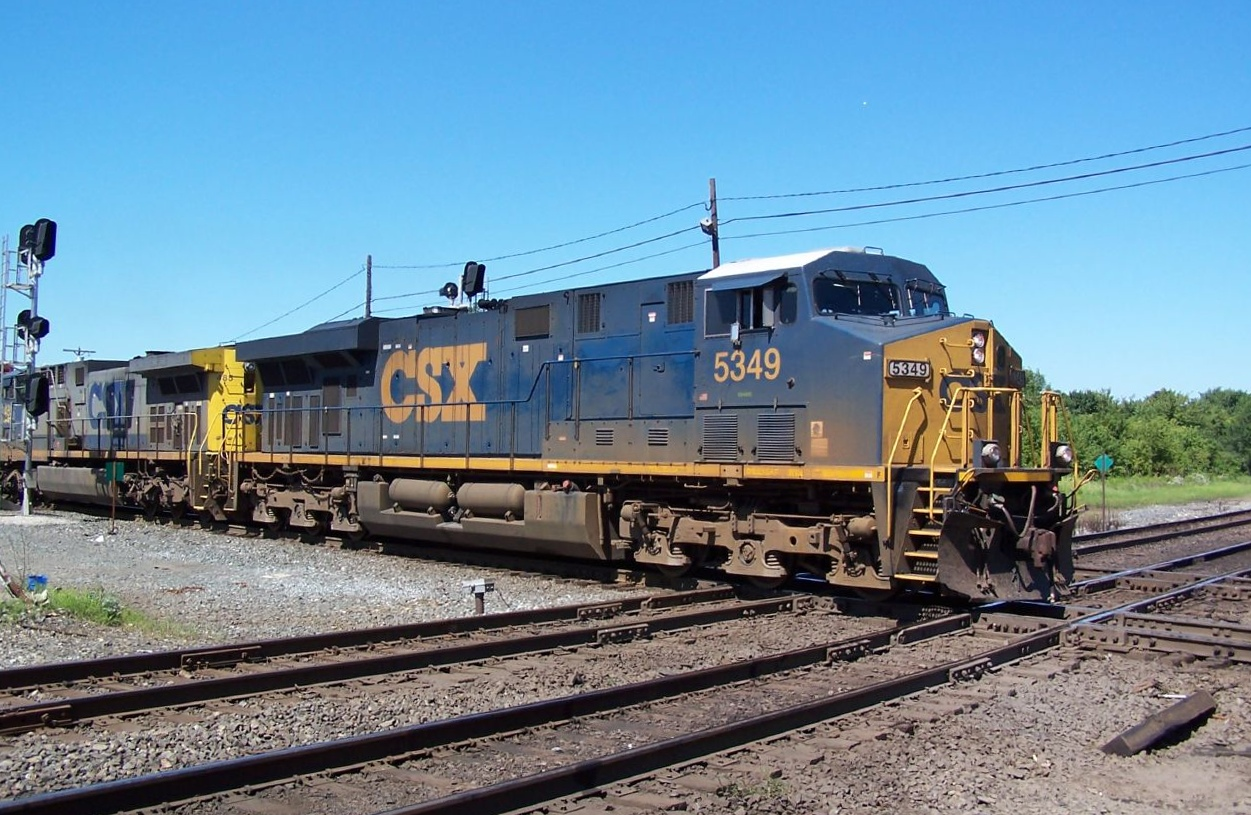
A társaság egyik dízelmozdonya egy rombusz-kereszteződésben (két vasúti vágány keresztez még kettőt egy szintben)

A CSX Transportation, vagy rövidítve a CSXT, egy vasúttársaság az Amerikai Egyesült Államokban és Kanadában. Székhelye Jacksonville-ben, (Florida) van. 1986. július 1-jén alakult. Összesen kb. 36 000 km-nyi vasúti pályát üzemeltet és kb. 36 000 alkalmazottat foglalkoztat az USA-ban és Kanadában.

## Teherpályaudvarok
A CSX több rendezőpályaudvart is üzemeltet számos városban:
Teherpályaudvarok gurítódombbal (12)
- Atlanta, Georgia – Tilford Yard
- Avon – Avon Yard
- Birmingham – Boyles Yard
- Cincinnati, Ohio – Queensgate Yard
- Cumberland – Cumberland West Hump (East Hump leállítva)
- Hamlet – Hamlet Yard
- Louisville, Kentucky – Osborn Yard (for Prime F. Osborn former President of CSX)
- Nashville – Radnor Yard
- Selkirk, New York – Selkirk Yard
- Toledo – Stanley Yard
- Waycross, Georgia – Rice Yard
- Willard – Willard Yard (Dupla gurító, Eastbound és Westbound)

Egyéb teherpályaudvarok
- Baltimore, Maryland – Curtis Bay Yard, Locust Point Yard, Bayview Yard, Penn Mary Yard, Mt. Clare A Yard, Mt. Winans Yard, Grays Yard
- Chicago, Illinois – Barr Yard
- Dearborn – Rougemere Yard
- Russell (Kentucky) – Russell Yard
- Cleveland, Ohio – Collinwood Yard and Clark Ave. Yard
- Bronx,  New York - Oak Point Yard
- Buffalo,  New York – Frontier Yard
- Newark (New Jersey) – Oak Island Yard, megosztva a Norfolk Southern társasággal
- North Bergen, New Jersey - North Bergen Yard
- North Haven, Connecticut – Cedar Hill Yard
- Framingham, Massachusetts – Nevins Yard
- Watertown – Massey Yard
- Syracuse (New York) – DeWitt Yard
- Wilmington (Delaware) – Wilsmere Yard
- Richmond (Virginia) – Acca Yard and Fulton Yard
- Charleston, Dél-Karolina – Bennett Yard
- Charlotte, Észak-Karolina – Pinoca Yard
- Spartanburg (Dél-Karolina) – Maxwell Yard
- Columbia (Dél-Karolina) – Cayce Yard
- Savannah, Georgia – Southover Yard
- Columbus (Ohio) – Parsons Yard
- Dayton, Ohio – Needmore Yard
- Middletown – North Excello Yard
- Hamilton (Ohio) – New River Yard
- Toledo – Walbridge Yard
- North Baltimore – Northwest Ohio Intermodal Terminal
- Rochester – Goodman Street Yard
- Evansville – Howell Yard
- New Castle - New Castle Yard
- Akron - Akron "Hill" Yard
- Lordstown, Ohio - Goodman Yard (Lordstown)